# Cethosia ternatensis
Cethosia ternatensis är en fjärilsart som beskrevs av Hall 1929. Cethosia ternatensis ingår i släktet Cethosia och familjen praktfjärilar. Inga underarter finns listade i Catalogue of Life.